# Biserica „Sfântul Arhanghel Mihail” din Covurlui
Biserica „Sf. Arhanghel Mihail” este o biserică amplasată în Covurlui, raionul Leova, Republica Moldova. Este un monument arhitectural de importanță națională inclus în Registrul monumentelor Republicii Moldova ocrotite de stat cu nr. 261 (raionul Leova). Datează din 1805.